# Kryžkalnis
Kryžkalnis (žemaitsky: Krīžkalnis) je ves v západní části Litvy, v Žemaitsku, v západní části Kaunaského kraje, v západní části okresu Raseiniai. Je položená na křižovatce dvou z nejdůležitějších dálnic v Litvě: dálnice A1 (Vilnius–Kaunas–Klaipėda) a dálnice A12 (Riga–Joniškis–Šiauliai–Kryžkalnis–Tauragė–Sovetsk–Tepliava (Gvardějsk)).
Dálnice A12 se zde ještě křižuje s předchůdcem dálnice A1 Žemaitskou magistrálou (litevsky Žemaičių plentas), která má dnes označení:
- ve směru Kryžkalnis – Kaunas: silnice č. 196,
- ve směru Kryžkalnis – Klaipėda: silnice č. 197.

Od Kryžkalnisu jsou ve skoro stejné vzdálenosti 35 km města: Kelmė, Šilalė, Raseiniai a Tauragė. Kryžkalnis je přibližně na polovině cesty (100 km) mezi Kaunasem a Klaipėdou. Ve vsi je důležité autobusové nádraží, kde zastavují a čekají na příjezd jiných linek autobusy většiny dálkových i pomístních autobusových linek. V budově nádraží je WC, čekárna a prodejna smíšeného zboží (včetně potravin a nápojů).

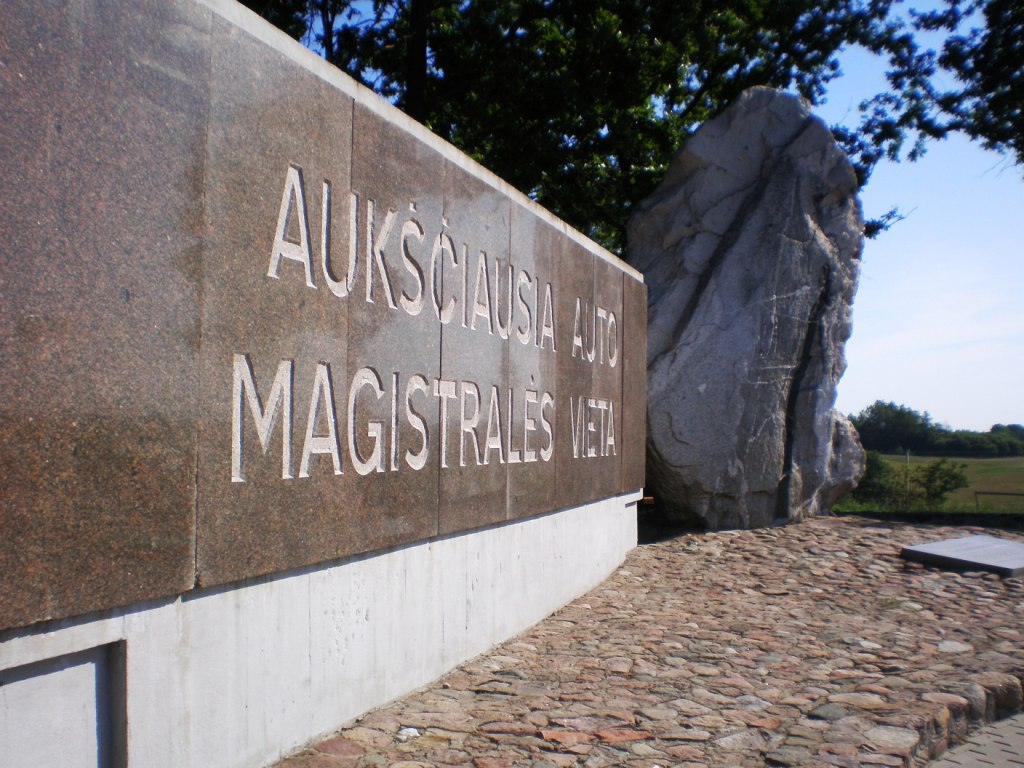
Nejvyšší místo dálnice A1

Ve vsi je těžiště štěrku. Za sovětské nadvlády zde stával památník sovětské armádě (přemístěn do muzea u Druskininků Grūto parkas). Asi 1 km na východ od křižovatky je nejvyšší místo dálnice A1. Na jihovýchodním okraji vsi je kopec Kryžkalnis (nadmořská výška 167 m).